# Live at Max's Kansas City (album, Johnny Thunders)
Live at Max's Kansas City je koncertní album americké punk rockové skupiny The Heartbreakers. Album bylo nahrané v roce 1978 při několika koncertech v klubu Max's Kansas City v New York City. Poprvé album vyšlo v roce 1979.

## Seznam skladeb
| Strana 1 | Strana 1          | Strana 1                     | Strana 1 |
| Pořadí   | Název             | Autor                        | Délka    |
| -------- | ----------------- | ---------------------------- | -------- |
| 1.       | Intro             |                              |          |
| 2.       | Milk Me           | Johnny Thunders              |          |
| 3.       | Chinese Rocks     | Dee Dee Ramone, Richard Hell |          |
| 4.       | Get Off the Phone | Walter Lure, Jerry Nolan     |          |
| 5.       | London            | Thunders, Lure, Billy Rath   |          |
| 6.       | Take a Chance     | Lure, Nolan                  |          |
| 7.       | One Track Mind    | Lure, Nolan                  |          |

| Strana 2       | Strana 2                  | Strana 2        | Strana 2 |
| Pořadí         | Název                     | Autor           | Délka    |
| -------------- | ------------------------- | --------------- | -------- |
| 1.             | All By Myself             | Lure, Nolan     |          |
| 2.             | Let Go                    | Thunders, Nolan |          |
| 3.             | I Love You                | Thunders        |          |
| 4.             | Can't Keep My Eyes on You | Lure, Nolan     |          |
| 5.             | I Wanna Be Loved          | Thunders        |          |
| 6.             | Do You Love Me            | Berry Gordy Jr. |          |
| Celková délka: | Celková délka:            | Celková délka:  | 34:44    |

## Sestava
- Johnny Thunders - kytara, zpěv
- Walter Lure - kytara, zpěv
- Billy Rath - baskytara
- Ty Styx - bicí